# فرنك فونتان
فرنك فونتان (بالفرنسية: Franck Fontan)‏ هو لاعب كرة قدم فرنسي في مركز حراسة المرمى، ولد في 16 سبتمبر 1973 في بياريتز في فرنسا. لعب مع جيروندان بوردو.

## وصلات خارجية
- فرنك فونتان على موقع قاعدة بيانات كرة القدم.إي يو (الإنجليزية)